# Martinsburg, Missouri
Martinsburg är en ort i Audrain County i Missouri. Vid 2010 års folkräkning hade Martinsburg 304 invånare.